# Finnisch-haitianische Beziehungen
Die finnisch-haitianischen Beziehungen beschreiben das bilaterale Verhältnis zwischen der Republik Finnland einerseits und der Republik Haiti andererseits.
Finnland und Haiti nahmen am 29. September 1966 diplomatische Beziehungen auf.
Es wurden keine diplomatischen oder berufskonsularischen Vertretungen im jeweils anderen Land eingerichtet. Finnland nimmt die Beziehungen zu Haiti von Helsinki aus mit einem reisenden Botschafter („roving Ambassador“)  wahr.
In Haiti ist ein Honorarkonsul für Finnland bestellt und in Pétionville ansässig. Haiti hat einen Honorarvizekonsul in Vaasa bestellt.
Nach dem verheerenden Erdbeben in Haiti 2010 trug Finnland mit über 10 Mio. US-Dollar zur Finanzierung des Wiederaufbaus bei. Zusammen mit längerfristigen Programmen und privaten Spenden belief sich die Unterstützung Finnlands für Haiti in den Jahren 2010 bis 2013 auf 22,1 Mio. Euro.
Im September 2014 unterzeichnete der haitianische Bildungsminister Nesmy Manigat mit seiner finnischen Amtskollegin Krista Kiuru eine Vereinbarung über die Zusammenarbeit in Bildungsfragen.